# 洛多乡
洛多乡，是中华人民共和国四川省阿坝藏族羌族自治州黑水县下辖的一个乡镇级行政单位。

## 行政区划
洛多乡下辖以下地区：
沙拉村、洛多村、沃河村、嘎茸村、石古子村、力威村和洛河村。